# Staten Haiti
Staten Haiti var en stat i det nordlige Haiti, som opstod den 17. oktober 1806 efter mordet på kejser Jacques 1.
Den nordlige del af Haiti blev regeret af Henri Christophe oprindeligt som midlertidig chef for Haitis regering fra den 17. oktober 1806 indtil den 17. februar 1807, da han blev præsident for staten Haiti.
Den 28. marts 1811 blev præsident Henri udnævnt til konge, hvorefter han opløste staten Haiti og skabte Kongeriget Haiti.
| Historie | Spire Denne historieartikel er en spire som bør udbygges. Du er velkommen til at hjælpe Wikipedia ved at udvide den. |